# 침입 (바둑)
침입(invasion)은 크고 허술하지만 삭감할 수 없는, 큰모양을 형성한 '상대방 진영(세력)에 깊이 침투해 들어가 삶을 도모하는 것'이다. 참고로, 침입에는 외부에서 내부로 돌입하는 미끄럼과 내부의 착점에서 외부로 되돌아가는 놓기가 있다. 삼삼에 들어가 귀살이로 사는 것도 침입의 일종이다.